# Пелій
Пе́лій, Пе́ліас (грец. Pelias) — син Кретея (варіант: Посейдона) і Тіро, володар Іолку в Фессалії. Міф про Пелія та його брата Нелея подібний до низки оповідей про родоначальників і засновників міст та держав (Амфіон і Зет, Мойсей, Саргон Аккадський, Ромул і Рем та ін.). Згідно з міфом, коли Тіро покохала річкового бога Еніпея, під його виглядом до неї з'явився Посейдон, від якого вона народила близнят Пелія й Нелея. Бажаючи приховати свій зв'язок з Посейдоном, кинула дітей напризволяще; їх знайшли й виховали пастухи. Після смерті Кретея Пелій прогнав Нелея, який оселився в Мессенії і став родоначальником пілоських володарів. Сам Пелій став владарювати в Іолку, усунувши свого двоюрідного брата Есона. Одружившись із дочкою Біанта Анаксібією (варіант: з Алфесібеєю або Філомахою, дочкою Амфіона), мав дітей Акаста, Пейсідіку, Педопію, Гіппотою, Антиною й Алкесту. Одна версія міфа пов'язує Пелія з походом аргонавтів. Коли Есонів син Ясон став домагатися батьківського трону, Пелій згодився повернути владу, але за умови, що небіж привезе йому з Колхіди золоте руно. Ясон, щасливо повернувшись із походу, примусив Пелія віддати трон омолодженому чарами Медеї Есонові. Пеліади, побачивши дію чарів Медеї, вирішили омолодити й свого батька, що спричинило його загибель. За смерть батька помстився Акаст, який прогнав Ясона й Медею з Іолку.